# Irie Maffia
Az Irie Maffia 2004-ben alakult magyar könnyűzenei együttes. Zenei stílusát főleg a reggae és a dancehall műfajok határozzák meg, ezt hiphop, funk és rock elemekkel ötvözik. Létezik egy soundsystem (Irie Maffia Soundsystem) felállása is, melyben a zenekarvezető Dermot (Élő Márton) és Jumo Daddy (Horváth Gáspár) által bakelitről játszott reggae/dancehall riddim-ekre Columbo (Kéri András) énekel ragga szövegeket.

## Történet
A zenekar alapítói Dermot (Élő Márton) és Jumo Daddy (Horváth Gáspár) régóta zenéltek együtt. Eleinte csak hobbiból otthon, majd később dj-ként egyre több nyilvános fellépésen is. 2001 és 2005 között leginkább ez határozta meg fő zenei irányvonalukat. Olyan formációkban és "műhelyekben" fordultak meg, mint  a Tilos Rádió, Love Alliance Soundsystem, vagy később a Gimmeshot Crew. 2004 végén arra az elhatározásra jutottak, hogy a számítógépes zenét és a lemeztáskát hangszerekre cserélik, és élő zenekarral próbálják folytatni a reggae/dancehall/hiphop műfajok hazai népszerűsítését. Így 2004 decemberében megalapították az Irie Maffia-t. A zenekar alapfelállásában Dermot kezelte a dob groove-okat, Jumo pedig a billentyűs hangszereket. Basszusgitáron Havas Miklós (korábbi zenekarok: Sziámi, Duende, UP!), Dermot unokatestvére játszott, a zenekar dj-je pedig Dj Future (Baranyai Ákos) lett, a Tilos Rádió dj-je. Trombitán Barabás Lőrinc jazz trombitás, gitáron pedig Kürthy Miklós játszott az alapfelállásban. A zenekar frontemberei a Gimmeshot Crew népszerű MC-i, Columbo, Busa és Kemon lettek. 2005-ben az egyéves fennállásakor került a zenekarba Dési Tamás dobos, aki a dobgépet felváltva, a teljesen élő hangzás világába terelte a zenekart. Ekkor léptek fel először a Sziget Fesztiválon. Korábbi gitárosuk kiválásakor került a zenekarba Szekér Ádám, kiegészítve Havas Miklós és Dési Tamás alkotta ritmusszekciót, s így alakult ki az együttes Irie Maffia Rocktrio néven elhíresült „kemény magja”. 2010 tavaszán jelentette meg első önálló EP-jét, majd ez év végén megjelent első nagylemezük "Kickout" címmel.  AZ Irie Maffia zenekarban Zsömi (Oláh Antal) belépésével a ritmusszekciót ütős hangszerek egészítették ki. Ettől kezdve a fúvós szekciót Dermot(harsona) és Barabás Lőrinc (trombita) alkotta, 2008-ban azonban helycsere történt, miszerint mind Lőrinc szóló projektje (Barabás Lőrinc Eklektric), mind a Maffia keresett zenekar lett, már nem lehetett az időpontokat egyeztetni, így Lőrinc kilépett a csapatból, helyet adva Meggyes Ádámnak, aki azóta megalapozta helyét az együttesben. Az MC-k tekintetében is történt változás, miszerint MC Kemon elhagyta az országot. Ezt követően MC-Sena-t (Dagadu Sena) az együttesbe csábították, akinek különleges hangja és szövegei rövidesen meghatározó szerepet kaptak a Maffia hangzásában.A név értelmezése: Irie: Jamaikai szleng, jelentése: mosolygós, boldog a Maffia-a nagy csapatból adódóan a családot szimbolizálja.

## Mérföldkövek
A Maffia első kiadványa Geller EP címmel 2006-ban jelent meg, melyet az egyik legnevesebb európai reggae/dancehall kiadó, a német Germaica Records is gondozásába vett. A rákövetkezendő évben a zenekar 120 európai előadó közül közönségszavazással lehetőséget kapott, hogy részt vegyen az olasz Rototom Sunsplash fesztivál tehetségkutatóján, melyen a házigazdák mögött második helyen végzett; majd decemberben megjelent a zenekar első albuma Fel A Kezekkel! címmel, szerzői kiadásban. 
A magyar MTV 2008 tavaszán mutatta be első klipjüket, amit a Hands In The Air című számra készítettek. S még ugyanebben az évben az A38 Hajó csapatának felkérésére felléptek az amszterdami My City Budapest kulturális napokon, Melkwegben. Továbbá a zenekar képviselte Magyarországot az olaszországi Roveretoban is, az első világháború végének 90. évfordulója alkalmából európai közszolgálati rádiók által megrendezett fesztiválon, mely rendezvényre az MR2 Petőfi rádió delegálta a csapatot.
Második albumuk What's My Name? címmel 2009-ben jelent meg, a Shiftin' Gears Records kiadásában, melyet 2013-ban  "Nagyon Jó Lesz" című lemezük követett. Negyedik stúdióalbumukat 2015-ben adták ki "10" címmel, 10 éves fennállásuk évfordulója alkalmából.
A zenekar írta a Sziget Fesztivál 2015-ös himnuszát is, az "Easy As One Two Three"-t, mely hatalmas sikert aratott. A Fesztivál nagyszínpadán pedig felléptek Robbie Williams előtt.
Az Irie Maffia "Wake Up" című számával 2017 őszén országos, újraélesztést oktató kampányra indult Magyarország gimnáziumaiba az Országos Mentőszolgálat közreműködésével. (A dal BPM-je épp megegyezik a szakszerű újraélesztés tempójával)

## Tagok
- Sena Dagadu  a.k.a MC Sena
- Kéri András a.k.a MC Columbo
- Busa István a.k.a Busaman
- Kemon W. Thomas a.k.a MC Kemon
- Élő Márton a.k.a ELO, Dermot
- Horváth Gáspár a.k.a Jumo Daddy
- Matus Péter a.k.a Kölyök
- Szekér Ádám a. k. a Szeki
- Dési Tamás a.k.a Monsieur Büdoá
- Meggyes Ádám a.k.a. Mézi
- Oláh Antal a.k.a Zsömi
- Baranyai Ákos a.k.a DJ Future

## Diszkográfia
- Geller EP - 2006
- Fel a Kezekkel! / Hands In The Air! - 2007
- What's My Name?! - 2009
- The Beast EP - 2011
- Irie Maffia Rocktrio - EP - 2010
- Nagyon jó lesz - 2013
- 10 - 2015

## Videók
- Hands In The Air - 2008
- Livin' It Easy - 2012
- Fever In Her Eyes - 2013
- Badest - 2013
- Jump up - 2014
- Easy As One Two Three - 2015 (Sziget festival anthem)
- Ez a jó - 2017

## Jelentős fellépések
- Rototom Sunsplash (Udine, Olaszország) - 2007, 2008
- My City Budapest (Amsterdam, Hollandia) - 2008
- Sentiero Di Pace (Path Of Peace) Festival (Rovereto, Olaszország) - 2008
- Red Bull Music Clash: Irie Maffia vs. Magna Cum Laude (Miskolc, Magyarország) - 2008
- Pannónia Fesztivál (Várpalota, Magyarország) - 2009
- GYÁR Fesztivál (Miskolc, Magyarország) - 2010
- Campus Fesztivál (Debrecen, Magyarország) - 2012
- Sziget fesztivál (Main stage, Budapest, Magyarország) - 2015